# Buon Natale (Means Merry Christmas to You)
Buon Natale (Means Merry Christmas to You) o semplicemente Buon Natale è un'allegra canzone natalizia statunitense degli anni sessanta, composta da Frank Linale  e Bob Saffer  sulle celebri note de “La Spagnola”.
La canzone è stata interpretata da vari cantanti. Le versioni più celebri sono quelle di Nat King Cole & Dean Martin, Gene Autry e Jimmy Roselli (The Christmas Album, 1966).),

## Testo
La canzone parla di un Natale nella soleggiata Italia, in una fantomatica piccola città dove gli orologi non vengono regolati da più di un secolo e nessuno sembra interessarsi di ciò; per questo motivo in tale luogo nessuno sa in che periodo dell'anno ci si trovi e il Natale viene festeggiato durante tutto l'anno. Nel titolo e ritornello si cita l'augurio in italiano “Buon Natale”, di cui viene data la spiegazione del significato in inglese.

## Versioni
Il brano è stato inciso dai seguenti artisti (in ordine alfabetico):
- Gene Autry (1959; Lato B del singolo Nine Little Reindeer/Buon Natale (Means Merry Christmas)[3])
- Nat King Cole
- Dean Martin
- Jimmy Roselli (1966)

### La versione di Jimmy Roselli
Il brano fu inciso su 45 giri dal cantante italo-americano Jimmy Roselli nel 1966 su etichetta United Arists Records. Il disco recava al lato B Christmas di Al Stillman e Leroy Holmes.

#### Tracce
1. Buon Natale (Means Merry Christmas to You) – 2:15 (Bob Saffer - Frank Linale)
2. Christmas – 2:34 (Al Stillman - Leroy Holmes)

## Il brano nella cultura di massa
- Il brano è diventato piuttosto popolare in Italia nell'autunno-inverno 2008/2009, quando è stato utilizzato nello spot televisivo natalizio e post-natalizio di Sky.